# Доне-Штитарево
Доне-Штитарево (серб. Доње Штитарево / Donje Štitarevo) — село в общине Вишеград Республики Сербской Боснии и Герцеговины. В настоящее время село необитаемо.